# Чипляевка
Чипля́евка — деревня в Спас-Деменском районе Калужской области России. Входит в состав сельского поселения «Село Чипляево».

## География
Деревня находится на расстоянии 14 км к юго-востоку от города Спас-Деменск, административного центра района, и 133 км к юго-западу от города Калуга, административного центра области.

### Часовой пояс
Деревня Чипляевка, как и вся Калужская область, находится в часовой зоне МСК (московское время). Смещение применяемого времени относительно UTC составляет +3:00.

## Население
| 2002 | 2007 | 2010 |
| ---- | ---- | ---- |
| 10   | ↘2   | →2   |